# Shinejinst
Shinejinst (mongoliska: Шинэжинст Сум, Шинэжинст, Shinejinst Sum) är ett distrikt i Mongoliet.   Det ligger i provinsen Bajanchongor, i den centrala delen av landet, 700 km sydväst om huvudstaden Ulaanbaatar.